# Glomma
Il Glomma (detto talvolta anche Glåma) è il fiume più lungo che scorre in Norvegia e in tutta la penisola scandinava. 

## Origine del nome
La forma Glomma è utilizzato nelle contee di Østfold e Akershus; invece, nelle contee di Innlandet e di Trøndelag il fiume viene chiamato Glama.
L'antica forma viene da Glumr, discendente a sua volta da raurm e significa "forte rumore" oppure "tuono".
Diversi luoghi prendono il nome dal fiume, per esempio Glåmdal e Glåmos.

## Percorso
Nel tratto finale il fiume scorre dal lago Aursund vicino Røros (Sør-Trøndelag) e confluisce nel fiordo di Oslo a Fredrikstad. Tra i suoi affluenti principali vanno annoverati:
- il Vorma, che drena il Lago Mjosa, unendosi al Glomma presso Nes;

- Il Lågen raccoglie le acque dal Gudbrandsdal e aumentando significativamente il flusso del Glomma.

## Il trasporto di legname
Poiché attraversa alcuni dei più ricchi distretti forestali, il Glomma è importantissimo per il trasporto di legnami.